# Конрад фон Хоенлое-Вайкерсхайм
Конрад фон Хоенлое-Вайкерсхайм (на немски: Konrad von Hohenlohe-Weikersheim; * ок. 1270; † между 17 февруари 1329 и 5 януари 1330) е господар на Хоенлое-Вайкерсхайм, замък Шюпф, Рьотинген и Лобенхаузен (1313 – 1330).

## Произход
Той е син на граф Крафт I фон Хоенлое-Вайкерсхайм († 1312/1313) и първата му съпруга Вилиберг фон Вертхайм († 1279), дъщеря на граф Попо III фон Вертхайм и Кунигунда фон Ринек († 1288). Баща му Крафт I се жени втори път ок. 1280 г. за Маргарета фон Труендинген († 1293/1294) и трети път пр. 3 юли 1295 г. за Агнес фон Вюртемберг († 1305).
По-малкият му полубрат Крафт II (* ок. 1290; † 3 май 1344) е граф на Хоенлое-Вайкерсхайм (1313 – 1344).

## Фамилия
Първи брак: с жена с неизвестно име, от която има две дъщери:
- Аделхайд фон Хоенлое-Вайкерсхайм (* пр. 1313; † 17 март 1356), омъжена пр. 30 септември 1313 г. за граф Йохан I (II) фон Хелфенщайн-Визенщайг (* ок. 1287; † сл. 27 октомври 1331), син на граф Улрих III фон Хелфенщайн († сл. 1315) и Аделхайд фон Грайзбах († 1291)
- Гута фон Хоенлое-Вайкерсхайм (* пр. 1313; † 1317), омъжена пр. 12 март 1306 г. за граф Попо II фон Еберщайн († 1329), син на граф Волфрад фон Еберщайн († 1284/1287) и Кунигунда фон Вертхайм († 1331)

Втори брак: пр. 1 май 1313 г. с Елизабет фон Йотинген († сл. 30 януари 1333), дъщеря на граф Лудвиг V фон Йотинген († 1313) и бургграфиня Мария фон Цолерн-Нюрнберг († 1299). Бракът е бездетен.